# カンタガロ県
カンタガロ県（カンタガロけん、ポルトガル語: Distrito de Cantagalo）は、サントメ・プリンシペのサントメ州を構成する県の一つである。県都はサンタナである。人口は20,200人（2020年推定）。